# Blachernae
Blachernae sau Vlaherne (în limba greacă: Βλαχέρναι) a fost un cartier în partea de nord-vest a Constantinopolului, capitala Imperiului Roman de Răsărit. În acest cartier era un izvor căutat, un palat imperial, dar și renumita biserică „Sfânta Maria” din Blachernae (Panagia Blacherniotissa), construită de împărăteasa Pulcheria, soția lui Flavius Marcianus, în anul 450, extinsă de împărătul Leon I (457–474) și renovată de Iustinian I cel Mare (527–565). Astăzi se mai văd doar ruinele palatului imperial alături de zidurile vechii capitale. Biserica Sfânta Maria a fost distrusă de otomani în 1434, dar a fost reconstruită în 1867.

## Etimologie
Filologul român Ilie Gherghel, după compararea documentelor istorice apărute în Imperiul Roman de Răsărit, în special a scrierilor lui Genesios și a Lexiconului Suidas a demonstrat o origine romano-bizantină a cuvintelor „vlah” și „Blachernae”. Conform acestei opinii, cuvântul „Blachernae” a apărut prima dată în Imperiul Roman de Răsărit în sec. al VI-lea și se referea la un cartier în care locuia o mică colonie de vlahi veniți din Scithia Minor (Dobrogea de astăzi). Lisseanu a susținut de asemenea această opinie. Suburbia Vlaherne este pomenită și în scrierile lui Teofan Mărturisitorul în legătură cu revolta lui Flavius Vitalianus împotriva împăratului Anastasius din anul 513.
După Ilie Gherghel, cuvântul vlah s-a răspândit în lumea germanică și slavă prin intermediul vikingilor care au intrat în contact cu Imperiul Roman de Răsărit. Originea bizantină a cuvântului vlah este sprijinită și de istoricul Stelian Brezeanu, care consideră că una din primele scrieri despre românii de la sud de Dunăre, semnalați sub numele de „vlachorynchini” (vlahii de pe râul Rynchos), a apărut într-o povestire istorică referitoare la mănăstirea Kastamonitou, scrisă în secolul al XVII-lea dar bazată pe o sursă bizantină din secolul al IX-lea.

## Monumentele istorice ale cartierului Blachernae
Cartierul Blachernae se numește astăzi Ayvansaray. Față de zidurile Constantinopolului este amplasat în apropierea porții Blachernae.

### Izvorul sfânt
Izvorul sfânt este în mica biserică Sfânta Maria. În limba turcă se numește Ayazma.

### Biserica Sfânta Maria din Blachernae
Biserica Sfânta Maria (Maica Domnului), cunoscută îndeosebi sub numele de Biserica Vlaherne, a fost reconstruită, dar la dimensiuni mult mai mici. Biserica deținea o icoană faimoasă a sfintei Maria, numită Blachernitissa, după numele cartierului. Biserica a fost terminată și înfrumusețată de către împăratul Leon I, care a adăugat „Hagiasma” (fântâna cu apa sfințită) și „Hagion Lousma” (baia sfântă, unde se spălau preoții). Leon I a mai construit și Paraclisul „Hagia Soros”, un relicvar special făcut pentru a păstra în el „Acoperământul Maicii Domnului”, adus la Constantinopol din Palestina, în anul 473. Cel mai renumit eveniment a avut loc în anul 626, când orașul Constantinopol a fost asediat de către avari, în timp ce împăratul Heraclie și trupele sale erau plecați la lupta cu perșii, în Asia Mică. Icoana Maicii Domnului Blachernitissa a fost scoasă în procesiune de către fiul împăratului absent și de către Patriarhul Sergius (610-638). Avarii au încetat asediul, victoria punându-se pe seama ajutorului Maicii Domnului.

### Palatul imperial Blachernae
Din Palatul imperial Blachernae se văd doar ruinele impresionante. În limba turcă acest palat se numește Tekfur Palace. Palatul Blachernae era la sud de biserică, pe a șaptea colină a cetății. Construcția a început în secolul al VI-lea. În timpul dinastiei Comnenilor, palatul era reședința preferată a împăratului, în dauna palatului oficial din estul cetății.

### Turnul lui Isaac Anghelos
Turnul lui Isaac Anghelos, ale cărui vestigii sunt accesibile astăzi, a primit acest nume după 1453, în amintirea împăratului Isaac II, care fusese închis aici.

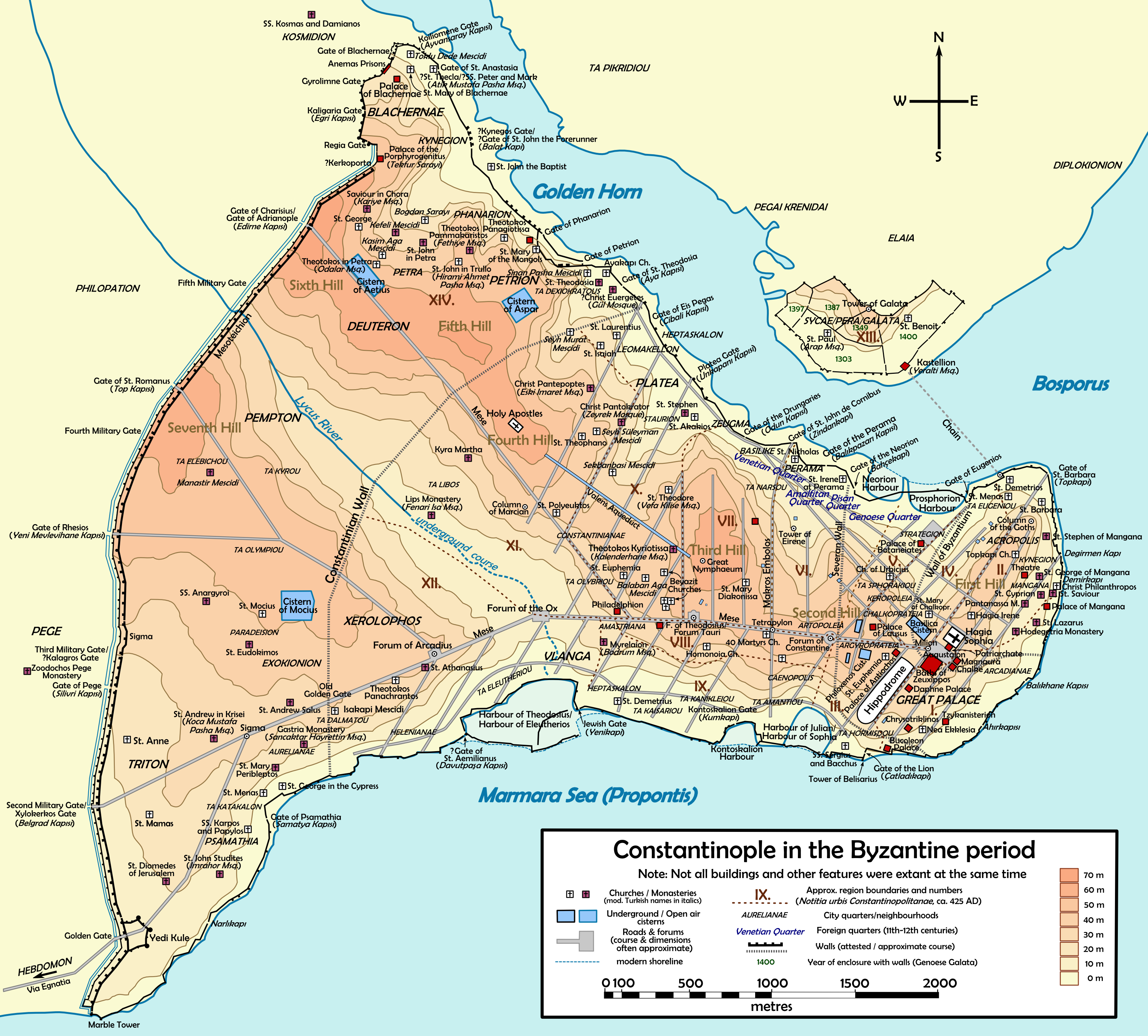
Harta Constantinopolului

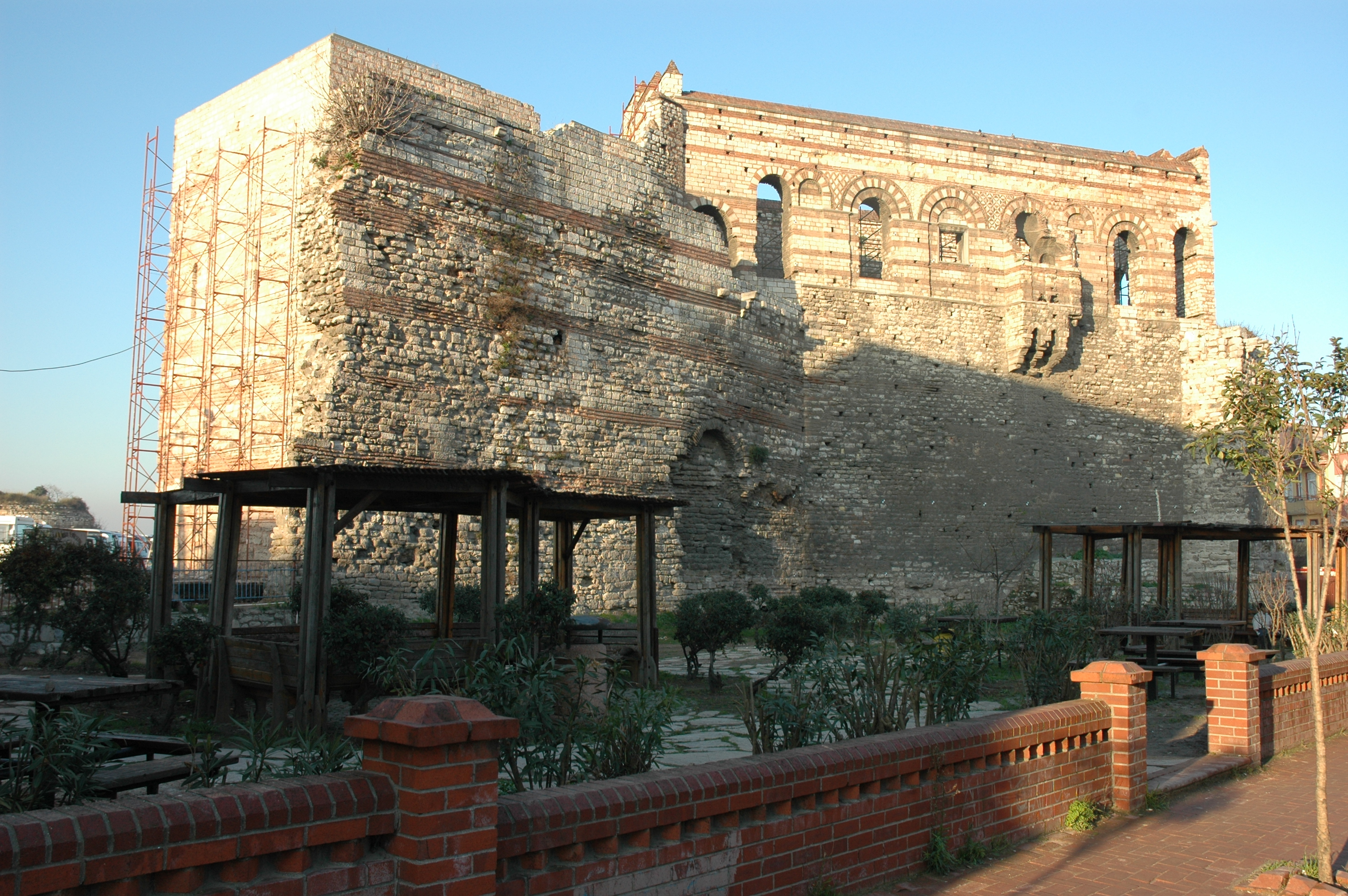
Ruinele palatului imperial

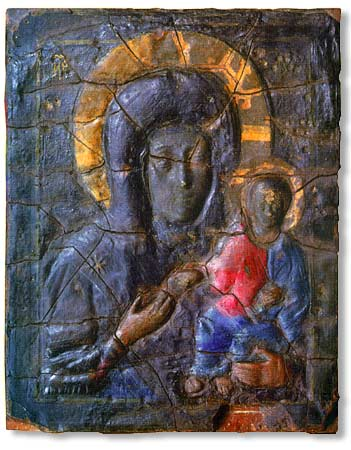
Icoana Sfânta fecioara din Blachernae

## Vlaherne din insula Corfu
Există o mănăstire cu numele Vlaherne și în insula Corfu. Datează din secolul al XII-lea și are dimensiuni mici, fiind amplasată pe un promontoriu, aproape de capătul pistei aeroportului din Corfu.

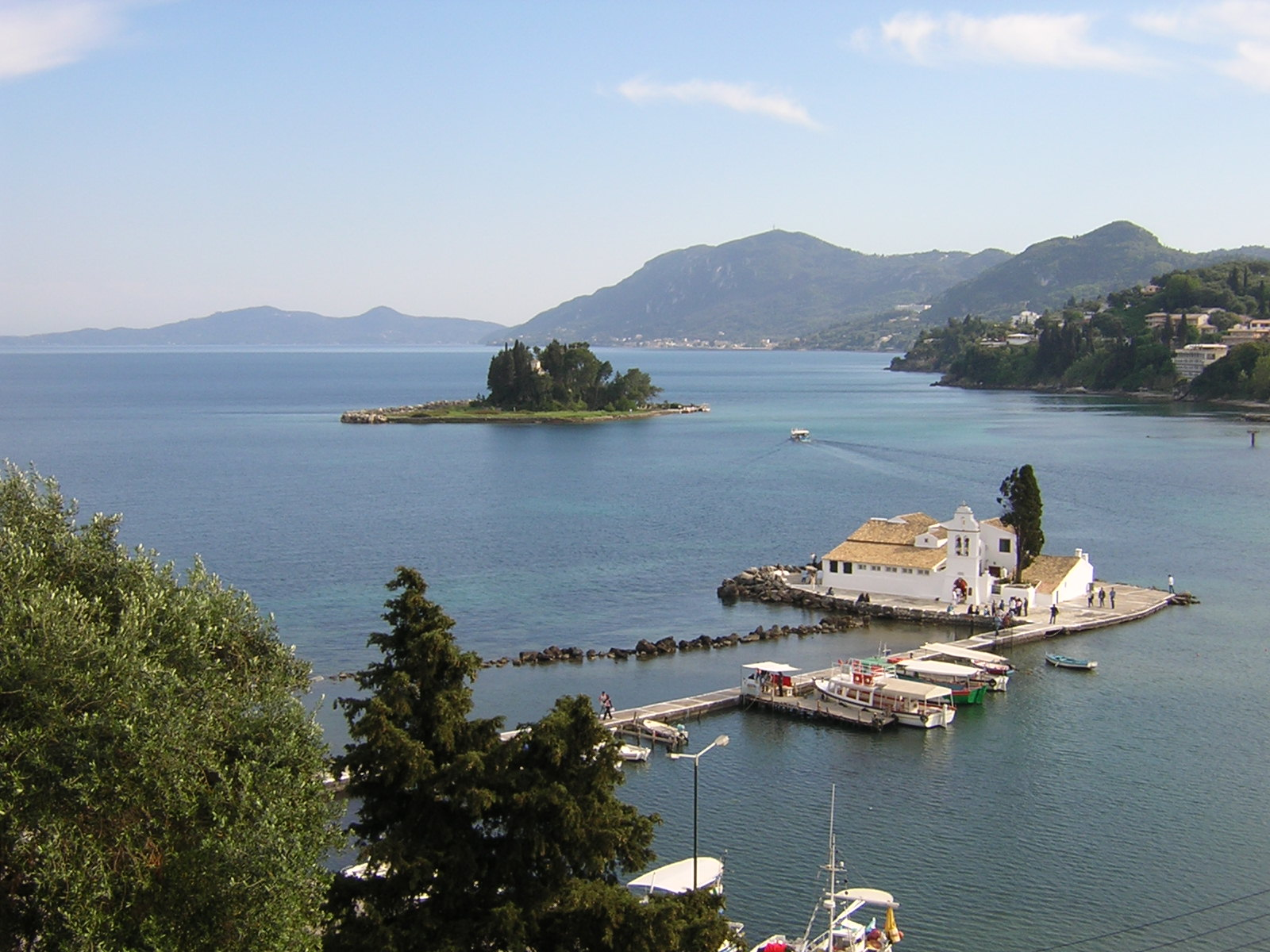
Mica Mănăstirea Vlaherne din Corfu